# イタリア現代思想
イタリア現代思想（イタリアげんだいしそう）は、20世紀初めにクローチェとジェンティーレから始まった、と言えるだろう。クローチェやジェンティーレの新観念論は、実証主義やスピリチュアリスムに対する批判として登場した新ヘーゲル主義に連なるものだった。20世紀後半、第二次大戦後には、その新観念論との対決のなかで、現象学、実存主義、マルクス主義、キリスト教的スピリチュアリスム、新トマス主義、新実証主義（分析哲学）などが力を持ち、その後さらに記号学と解釈学があらわれた。しかし、もちろんこれらの動向には収まりきらない重要な哲学者も数多く存在する。

## 20世紀前半のイタリア哲学
ベネデット・クローチェ（Benedetto Croce, 1866-1952）とジョヴァンニ・ジェンティーレ（Giovanni Gentile, 1875-1944）はともに、アウグスト・ヴェーラ（Augusto Vera, 1813-1885）、フランチェスコ・デ・サンクティス（Francesco de Sanctis, 1818-1883）、ベルトランド・スパヴェンタ（Bertrando Spaventa, 1817-1883）、アントニオ・ラブリオーラ（Antonio Labriola, 1843-1904）らの「新ヘーゲル主義」を引き継ぎつつ、19世紀イタリア哲学の支配的な立場であったアントニオ・ロズミーニ（Antonio Rosmini, 1797-1855）、ヴィンチェンツォ・ジョベルティ（Vincenzo Gioberti, 1801-1852）らのロマン主義的な「スピリチュアリスム」、および、カルロ・カッターネオ（Carlo Cattaneo, 1801-1869）、ジュゼッペ・フェラーリ（Giuseppe Ferrari, 1812-1876）、ロベルト・アルディゴー（Roberto Ardigò, 1828-1920）らの「実証主義」に対する論争を継続するなかで、「新観念論」と呼ばれるその立場を形成していった。
美学と歴史にその考察の多くを割いたクローチェが、精神における「認識」と「実践」という二項対立を軸に、「歴史主義的観念論」としてその思想を形成していったのに対し、哲学史を中心にしつつ倫理や教育にも考察をめぐらせたジェンティーレは、「絶対的内在主義」「活動主義的観念論」を標榜しつつ、クローチェの二項対立を統合するような精神の純粋な「活動」を軸に思想を形成した。はじめはともに手を携えて思想を形成していったクローチェとジェンティーレだが、その立場はしだいに乖離していき、ファシズムの台頭とともに決裂する。反ファシストを貫いたクローチェの思想は、第二次大戦後もその影響力を保ち、戦後イタリアの哲学者たちに多かれ少なかれクローチェ哲学との対決を迫ることとなった。その一方で、ファシストの理論的主柱となったジェンティーレは、第二次世界大戦末期にパルチザンによって殺害され、戦後、表面的には急速にその影響力を弱めていく。
こうした新観念論こそが、20世紀前半のイタリアでもっとも隆盛を誇ったことはたしかである。しかし、新観念論のみが唯一の動向だったわけではなく、実存主義や新トマス主義（これらは後述）はすでにあらわれはじめていたし、フィリッポ・マッシ（Filippo Masci, 1844-1923）らによって新カント主義が、ジョヴァンニ・パピーニ（Giovanni Papini, 1881-1956）らによってプラグマティズムが導入されはじめてもいた。ほかにも、フランチェスコ・デ・サルロ（Francesco de Sarlo, 1864-1937）、ベルナルディーノ・ヴァリスコ（Bernardino Varisco, 1850-1933）、ピエロ・マルティネッティ（Piero Martinetti, 1872-1943）、パンタレオ・カラベッレーゼ（Pantaleo Carabellese, 1877-1948）、アントニオ・アリオッタ（Antonio Aliotta, 1881-1964）らのように、新観念論とは対立する二元論的な立場の哲学者たちの活躍もあった。そして、独自のニーチェ解釈にもとづく神秘主義思想を展開したファシストたるユリウス・エヴォラ（Julius Evola, 1898-1974）、若くして自殺した詩人カルロ・ミケレシュテッテル（Carlo Michelestaedter, 1887-1910）といった特異な思想家たちもいた。

## 20世紀後半のイタリア哲学
ファシストだったためにパルチザンによって殺害され、戦後はクローチェに比してその影を潜めていったジェンティーレだが、しかし大学での教育活動にも熱心だったジェンティーレのもとからは、戦前からひきつづいて戦後も活躍する多くの哲学者があらわれる。ジュゼッペ・サイッタ（Giuseppe Saitta, 1881-1965）、ヴィート・ファツィオ・アルマイエル（Vito Fazio Allmayer, 1885-1965）、ウーゴ・スピリト（Ugo Spirito, 1896-1979）、グイド・カロージェロ（Guido Calogero, 1904-1986）らは、ジェンティーレの活動主義的観念論を引き継いで深化させ、とりわけスピリトはそこから独自の思想形成をおこなった。また、アルマンド・カルリーニ（Armando Carlini, 1878-1959）、アウグスト・グッツォ（Augusto Guzzo, 1894-1986）、ミケーレ・フェデリカ・シャッカ（Michele Federica Sciacca, 1908-1975）らの「キリスト教的スピリチュアリスム（新スピリチュアリスム）」もまた、ジェンティーレの活動主義的観念論を多かれ少なかれ引き継いでいる。
ジェンティーレの活動主義的観念論は、そのほかにも、アントニオ・ネグリ（Antonio Negri, 1933-2023）のマルクス主義にも少なからず影響を与えた。なお、アントニオ・グラムシ（Antonio Gramsci, 1891-1937）を筆頭とするイタリアのマルクス主義は、戦後はガルヴァーノ・デッラ・ヴォルペ（Galvano della Volpe, 1895-1968）やチェーザレ・ルポリーニ（Cesare Luporini, 1909-1993）らによって引き継がれ、後述するバンフィやパーチなどマルクス主義には収まりきらない哲学者も生みだす一方で、ネグリの思想をひとつの主軸にした「マルチチュード派」が形成され、アウグスト・イッルミナーティ（Augusto Illuminati, 1937- ）やパオロ・ヴィルノ（Paolo Virno, 1952- ）といった哲学者があらわれている。
ジェンティーレの影響下にあるキリスト教的スピリチュアリスムとは別に、イタリアのキリスト教哲学に大きな位置を占めるものとして、エミリオ・キオケッティ（Emilio Chiocchetti, 1880-1951）、アマート・マスノーヴォ（Amato Masnovo, 1880-1955）、フランチェスコ・オルジャーティ（Francesco Olgiati, 1886-1962）、グスターヴォ・ボンタディーニ（Gustavo Bontadini, 1903-1990）らの「新トマス主義」がある。アリストテレス主義、スコラ哲学を擁護する点で、新トマス主義は、前述のキリスト教的スピリチュアリスムと対立した。なお、ボンタディーニのもとからは、マルティン・ハイデッガーの影響下に「パルメニデスへ帰れ」と唱えて西洋形而上学のラディカルな問いなおしをおこなっているエマヌエーレ・セヴェリーノ（Emanuele Severino, 1929- ）があらわれている。
また、こうした流れとは一線を画しつつ、宗教や社会について独自の思索をおこなった哲学者に、ジュゼッペ・カポグラッシ（Giuseppe Capograssi, 1889-1956）、アウグスト・デル・ノーチェ（Augusto del Noce, 1910-1989）、ピエトロ・ピオヴァーニ（Pietro Piovani, 1922-1980）、セルジョ・クインツィオ（Sergio Quinzio, 1927-1996）などがいる。
しかし、こうした戦後の動向のなかでもっとも大きな位置を占めたのは「現象学」と「実存主義」である。現象学は、新カント主義やマルクス主義から出発したアントニオ・バンフィ（Antonio Banfi, 1886-1957）、マルクスおよびフッサールやホワイトヘッドとの対決を通してその実存主義的な思想を形成したエンツォ・パーチ（Enzo Paci, 1911-1976）らによって導入され、ジッロ・ドルフレス（Gillo Dorfles, 1910- ）、ルチャーノ・アンチェスキ（Luciano Anceschi, 1911-1995）、ディーノ・フォルマッジョ（Dino Formaggio, 1914- ）などのおもに美学の領域で活躍した哲学者たちも生みだした。美学と結びついた現象学の流れはその後も連綿と続き、現在ではメルロ＝ポンティの研究者としても国際的に活躍するマウロ・カルボーネ（Mauro Carbone, ?- ）のような現象学者を生みだしている。実存主義については、キリスト教的スピリチュアリスムの哲学者たちは多かれ少なかれその影響下にあり、実存主義の一端を担ったが、それとは異なる立場から実存主義を展開した哲学者に、前述のパーチ、およびニコラ・アッバニャーノ（Nicola Abbagnano, 1901-1990）、ルイジ・パレイゾン（Luigi Pareyson, 1918-1991）らがいる。実存主義に根ざしつつも独自の「解釈学」を打ち立てたパレイゾンのもとからは、ウンベルト・エーコ（Umberto Eco, 1932- ）、ジャンニ・ヴァッティモ（Gianni Vattimo, 1936- ）、マリオ・ペルニオーラ（Mario Perniola, 1941- ）、セルジョ・ジヴォーネ（Sergio Givone, 1944- ）、ディエゴ・マルコーニ（Diego Marconi, 1947- ）らをはじめとした数多くの哲学者があらわれた。とくにエーコの「記号学」とヴァッティモの「解釈学」は、イタリア国内だけでなく、国際的にも大きな影響を与えている。
新観念論やスピリチュアリスムから批判された実証主義は、戦後、「分析哲学」の成果を取り入れつつあらたに息を吹き返す。カルナップらの「論理実証主義」が導入される一方、とりわけポパーの「批判的合理主義」が広く受容され、ルドヴィコ・ジェイモナト（Ludovico Geymonat, 1908-1991）やジュリオ・プレーティ（Giulio Preti, 1911-1972）らのような科学哲学者を生みだした。ほかにも、前述のバンフィによる「批判的現象学」にもとづく科学哲学が展開される。こうした動きは、パオロ・ロッシ（Paolo Rossi, 1924- ）、エンリコ・ベッローネ（Enrico Bellone, 1938- ）らによる科学史の成果とあわせて、戦後のイタリアの科学哲学・分析哲学の大きな流れとなり、現在では、ジュリオ・ジョレッロ（Giulio Giorello, 1945- ）、エヴァンドロ・アガッツィ（Evandro Agazzi, l934- ）、マルチェッロ・ペーラ（Marcello Pera, 1943- ）、マリア・ルイザ・ダッラ・キアラ（Maria Luisa dalla Chiara, 1938- ）とジュリアーノ・トラルド・ディ・フランチャ（Giuliano Toraldo di Francia, 1916- ）など、数多くの哲学者に受け継がれている。また分析哲学は、エーコらの記号学とも密接な関わりを見せている。
しかしその一方で、戦後も実証主義への問いなおしは継続する。新スピリチュアリスムや実存主義による問いなおし以後の動きは、科学哲学者アルド・ガルガーニ（Aldo Giorgio Gargani, 1933- ）の編による『理性の危機』（1979）、そして前述のジャンニ・ヴァッティモとピエル・アルド・ロヴァッティ（Pier Aldo Rovatti, 1942- ）の編による『弱い思考』（1983）という二冊の書物に象徴されている。『理性の危機』に象徴されるニヒリズム的・否定的な傾向は、マンリオ・ズガランブロ（Manlio Sgalambro, 1924- )、レオナルド・ヴィットリオ・アレーナ(Leonardo Vittorio Arena, 1953- ) そして
前述のセルジョ・ジヴォーネらにも共有され、70年代のイタリアでは大きな影響力をもった。また、ヴァッティモの「弱い思考」は、ニーチェとハイデッガーにもとづく徹底した反基礎付け主義とその独自の解釈学とが相俟って、1980年代のイタリア思想界を席巻し、国際的にも大きな反響を呼んだ。この「弱い思考」は今日でもなおイタリア現代思想の主流のひとつをなしており、ヴァッティモのもとで学んだジャンニ・カルキア（Gianni Carchia, 1947-2000）やマウリツィオ・フェラーリス（Maurizio Ferraris, 1956- ）、あるいは社会学者のアレッサンドロ・ダル・ラーゴ（Alessandro dal Lago, 1947- ）など、「弱い思考」から出発して独自の思索を紡いでいる哲学者も数多く存在する。
こうした流れとは独立して、ジョルジョ・アガンベン（Giorgio Agamben, 1942- ）、マッシモ・カッチャーリ（Massimo Cacciari, 1944- ）、前述のマリオ・ペルニオーラら、美学から出発した哲学者たちの活躍がある（なお、ヴァッティモ、エーコ、ジヴォーネらも美学研究から出発している）。アガンベンとカッチャーリはともに、ハイデッガーとベンヤミンの強い影響下に思考を形成し、マルチチュード派との関わりを見せつつも、それとは異なる政治哲学を展開している。かつてはネグリとともに活動していたカッチャーリは、1970年代に「否定の思考」を打ち出してネグリと決別して以後、実際に行政にたずさわりつつ（国会議員やヴェネツィア市長を歴任し、現在もヴェネツィア市長の座にある）、抽象度が高いながらも実践的な政治哲学を展開しており、1980年代にはイタリア思想界をヴァッティモと二分するほどの影響力を発揮、今日もなおイタリア現代思想において中心的な位置を占めている。また、おもにフランスで高く評価され、近年ようやくイタリア国内でも重要視されはじめたアガンベンは、フーコーの生政治論を受容している点でマルチチュード派に近しい面もあるが、とはいえ決定的な点で異なっており、その政治哲学はどちらかといえばナンシーに接近している。ほかにもナンシーに近しいイタリアの哲学者には、マキアヴェッリなどの政治学の研究から出発しつつ生政治論を展開しているロベルト・エスポージト（Roberto Esposito, 1950- ）、ナンシーとの共著も複数ある美学者フェデリコ・フェラーリ（Federico Ferrari, 1969- ）などがいる。バタイユやクロソウスキー、ブランショの研究から出発したペルニオーラは、ニーチェやハイデッガーの思想を受容しているかぎりにおいてヴァッティモに接近しつつも、ヴァッティモの「弱い思考」への批判を最初に展開し、イタリア現代思想のどの流れにも属さない独自の位置を保っている。